# Söderköping

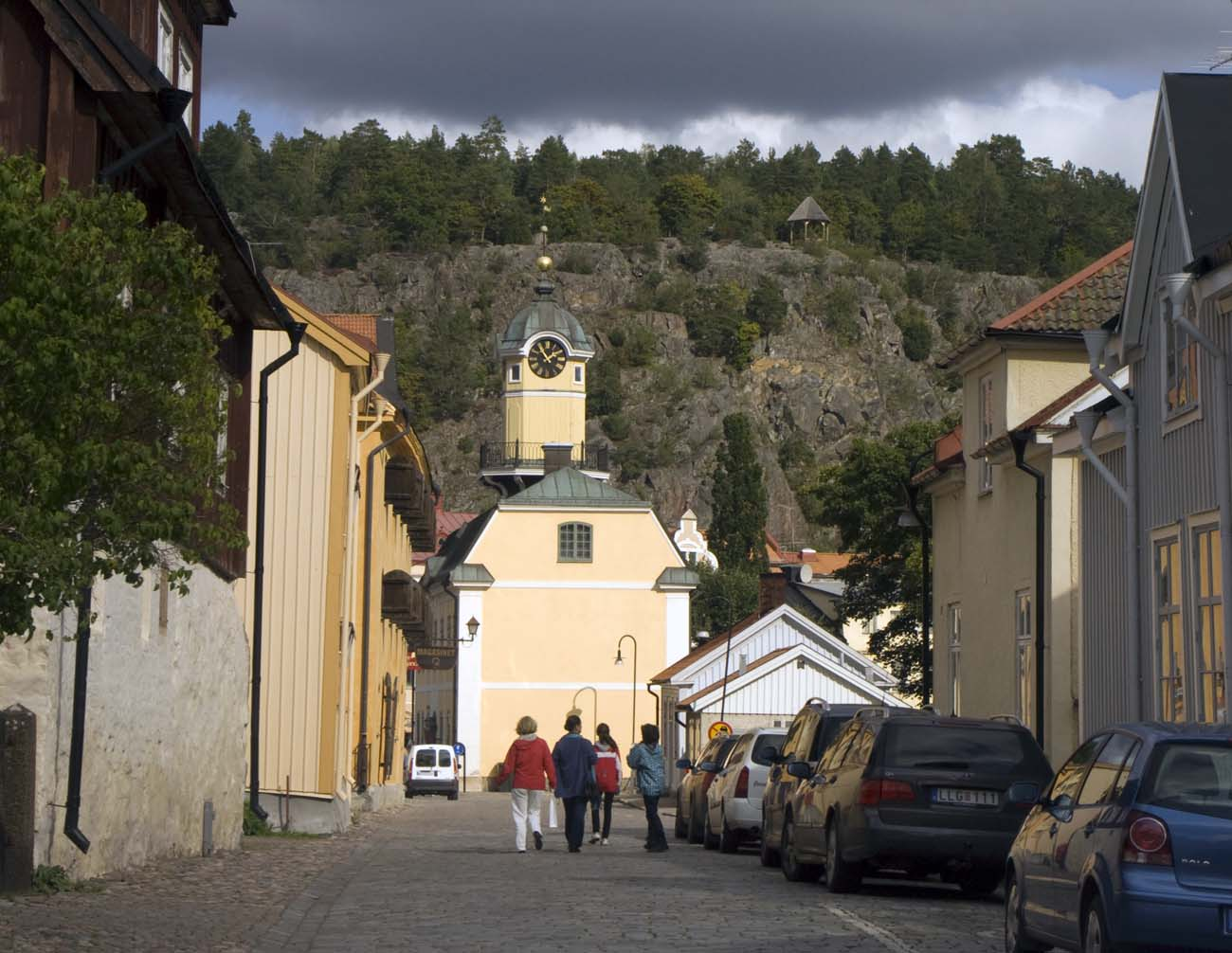
Centrul oraşului medieval, 2008

Söderköping este un oraș în Suedia.

## Demografie
| \| Evoluția demografică a zonei urbane Söderköping, 1970–2015 \| Evoluția demografică a zonei urbane Söderköping, 1970–2015 \| Evoluția demografică a zonei urbane Söderköping, 1970–2015 \| Evoluția demografică a zonei urbane Söderköping, 1970–2015 \| Evoluția demografică a zonei urbane Söderköping, 1970–2015 \| \| --------------------------------------------------------------------------------------- \| ---------------------------------------------------------- \| ---------------------------------------------------------- \| ---------------------------------------------------------- \| ---------------------------------------------------------- \| \| An \| \| \| Locuitori \| \| \| 1970 \| 1970 \| \| 4.688 \| 4.688 \| \| 1975 \| 1975 \| \| 5.310 \| 5.310 \| \| 1980 \| 1980 \| \| 5.851 \| 5.851 \| \| 1990 \| 1990 \| \| 6.796 \| 6.796 \| \| 1995 \| 1995 \| \| 6.968 \| 6.968 \| \| 2000 \| 2000 \| \| 6.933 \| 6.933 \| \| 2005 \| 2005 \| \| 6.951 \| 6.951 \| \| 2010 \| 2010 \| \| 6.992 \| 6.992 \| \| 2015 \| 2015 \| \| 7.418 \| 7.418 \| \| Sursa: SCB - Statistika Centralbyrån, Folkmängden per tätort. Vart femte år 1960 - 2016 \| \| \| \| \| |      |  |           |       |
| Evoluția demografică a zonei urbane Söderköping, 1970–2015 |      |  |           |       |
| An |      |  | Locuitori |       |
| 1970 | 1970 |  | 4.688     | 4.688 |
| 1975 | 1975 |  | 5.310     | 5.310 |
| 1980 | 1980 |  | 5.851     | 5.851 |
| 1990 | 1990 |  | 6.796     | 6.796 |
| 1995 | 1995 |  | 6.968     | 6.968 |
| 2000 | 2000 |  | 6.933     | 6.933 |
| 2005 | 2005 |  | 6.951     | 6.951 |
| 2010 | 2010 |  | 6.992     | 6.992 |
| 2015 | 2015 |  | 7.418     | 7.418 |
| Sursa: SCB - Statistika Centralbyrån, Folkmängden per tätort. Vart femte år 1960 - 2016 |      |  |           |       |